# Philodendron woronowii
Philodendron woronowii är en kallaväxtart som beskrevs av Kurt Krause. Philodendron woronowii ingår i släktet Philodendron och familjen kallaväxter.
Artens utbredningsområde är Colombia. Inga underarter finns listade.